# Coppa Italia 2003-2004 (pallamano maschile)
La Coppa italia di pallamano 2003-2004 è stata la 19ª edizione del torneo annuale organizzato dalla Federazione Italiana Gioco Handball.
Il torneo si è svolto in sede unica a Bolzano dal 27 al 29 febbraio 2004 e hanno partecipano le prime otto squadre classificate al termine del girone di andata della Serie A1 2003-2004.
È stata vinta per la prima volta dalla Torggler Group Merano.

## Quarti di finale
| Bolzano 27 febbraio 2004 | Secchia | 26 – 25 | Bologna United | PalaGasteiner |

| Bolzano 27 febbraio 2004 | Conversano | 30 – 24 | Prato | PalaGasteiner |

| Bolzano 27 febbraio 2004 | Trieste | 32 – 27 | Brixen | PalaGasteiner |

| Bolzano 27 febbraio 2004 | Meran | 35 – 33 | Jchnusa Sassari | PalaGasteiner |

## Semifinali
| Bolzano 28 febbraio 2004 | Conversano | 31 – 29 | Secchia | PalaGasteiner |

| Bolzano 28 febbraio 2004 | Meran | 25 – 21 | Trieste | PalaGasteiner |

## Finale
| Bolzano 29 febbraio 2004 | Meran | 21 – 19 | Conversano | PalaGasteiner |